# Blackpink
A BLACKPINK (hangul: 블랙핑크), stilizálva: BLΛƆKPIИK dél-koreai lányegyüttes, melyet a YG Entertainment hozott létre 2016-ban, hét évvel a 2NE1 után. Az együttesnek négy tagja van: Jisoo, Jennie, Rosé és Lisa. Jisoo dél-koreai, Jennie Dél-Koreában született, de Új-Zélandon nőtt fel, Rosé Új-Zélandon született koreai származású, Ausztráliában nőtt fel, Lisa thaiföldi. Hat-hétéves gyakornoki időszak után hivatalosan 2016. augusztus 8-án debütáltak Square One című kislemezükkel. 2017 januárja óta globális rajongói klubjuk neve a Blackpink elnevezésből származtatott BLINK.
2020-ban a BLACKPINK lett az első k-pop lányegyüttes, amely túllépte az 1,3 milliós albumeladási határt. Hivatalos YouTube-csatornájuk meghaladta a 94,9 millió  feliratkozót, így ők lettek a platform legtöbb feliratkozóval rendelkező előadói. 2024-ben 95,2 millió, 2025-ben már 98,2 millió feliratkozóval rendelkeztek. 2016-os debütálása óta az együttes a világ egyik legsikeresebb lánycsapata lett, és olyan rekordokat döntött meg, mint például a legtöbb előfizető a YouTube-on, és a legtöbb letöltés a Spotify-on. Az első k-pop zenekar, amely fő előadóként lépett színpadra a híres amerikai Coachella fesztiválon. Több nemzetközi zenei díj nyertesei. A csapat globális befolyása folyamatosan növekszik, és mindegyik tag neves luxusmárkák aktív globális nagykövete. A Forbes Magazin szerint 2019-ben Dél-Korea legbefolyásosabb személyiségei voltak. A nézettséget és a hallgatottságot tekintve több Guiness-rekord fűződik nevükhöz.
A Blackpinket 2020-ban nevezték ki az ENSZ Éghajlat-változási Konferenciája (COP26) szószólóinak, és ebben a témában azóta is erőteljes üzeneteket közvetítenek a világ felé. Környezetvédelmi kampányuk elismeréseként 2023. november 22-én a Brit Birodalom Rendje tiszteletbeli tagjai kitüntetést kapták III. Károly királytól.

## Történetük
A négy lány több országban végzett válogatás után a YG Entertainment gyakornokai közé került, és a kiadó Youtube fiókjára is töltöttek fel videókat, amelyeken ének-, rap-, és táncbeli tudásukat mutatták be. Ezalatt a kiadó olyan előadóival dolgoztak együtt debütálás előtt mint I Hai vagy G-Dragon. Eredetileg kilencen voltak, de a vezérigazgató két évvel az indulásuk előtt megváltoztatta a tervet, hogy először 4 tagot vezessenek a nyilvánosság elé. A YG Entertainment 2016. június 29-én hozta nyilvánosságra a csapat felállását és nevét.

### 2016: Debütálás, első kislemezek, első díjak

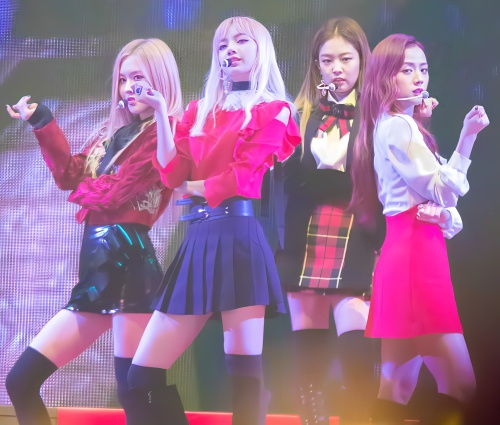
A "Playing with Fire" előadása közben a 2016-os Melon Music Awards-on (2016-11-19)

A BLACKPINK hét évvel a 2NE1 után az első lánycsapata volt a YG-nek. Bemutatkozó albumuk 2016. augusztus 8-án jelent meg, Square One címmel, amelyen a Boombayah és a Whistle című szám szerepelt. A két dal producere Teddy Park volt Bekuh BOOM és Future Bounce közreműködésével. Alig egy nap leforgása alatt a két debütáló szám nemcsak a helyi zenei listákat uralta, hanem többek között Hongkongban, Finnországban és Indonéziában is az élre került. A megjelenést követő két órán belül a dalokhoz készült videoklipeket is összesen több mint 1 millióan nézték meg a YouTube-on. A debütáló dalaik a Billboard World Digital Songs listáján rögtön az első és a második helyre kerültek, ezzel ők a harmadik olyan k-pop csapat a Psy és a Big Bang után, akik ezt az eredményt elérték, de az elődeiknél sokkal gyorsabban. Első fellépésük augusztus 14-én volt az SBS csatorna Ingigajo című műsorában.
Második kislemezüket november elsején jelentették meg Square Two címmel, amelyen ismét két dal szerepelt, a Playing with fire és a Stay. A dalokat Teddy Park, R.Tee és Szo Vondzsin (Seo Won-jin) írták. November 6-án az Ingigajóban, és november 10-én az M! Countdown műsorában léptek fel. A Playing with Fire lett a második daluk, amely első helyen végzett a Billboard World Digital Songs listáján.
A debütálásukat követő öt hónap alatt a Blackpink hatalmas sikerét számos „újonc” díj bizonyítja, amely díjat 2016-ban megkapták az Asia Artist Awards, a Melon Music Awards, a Golden Disc Awards, a Seoul Music Awards és a Gaon Chart Music Awards díjátadóján is. Emellett a Billboard 2016 legjobb 10 újonc k-pop csapata között az előkelő második helyre sorolta őket.

### 2017:As If It’s Your Lastés japán debütálás

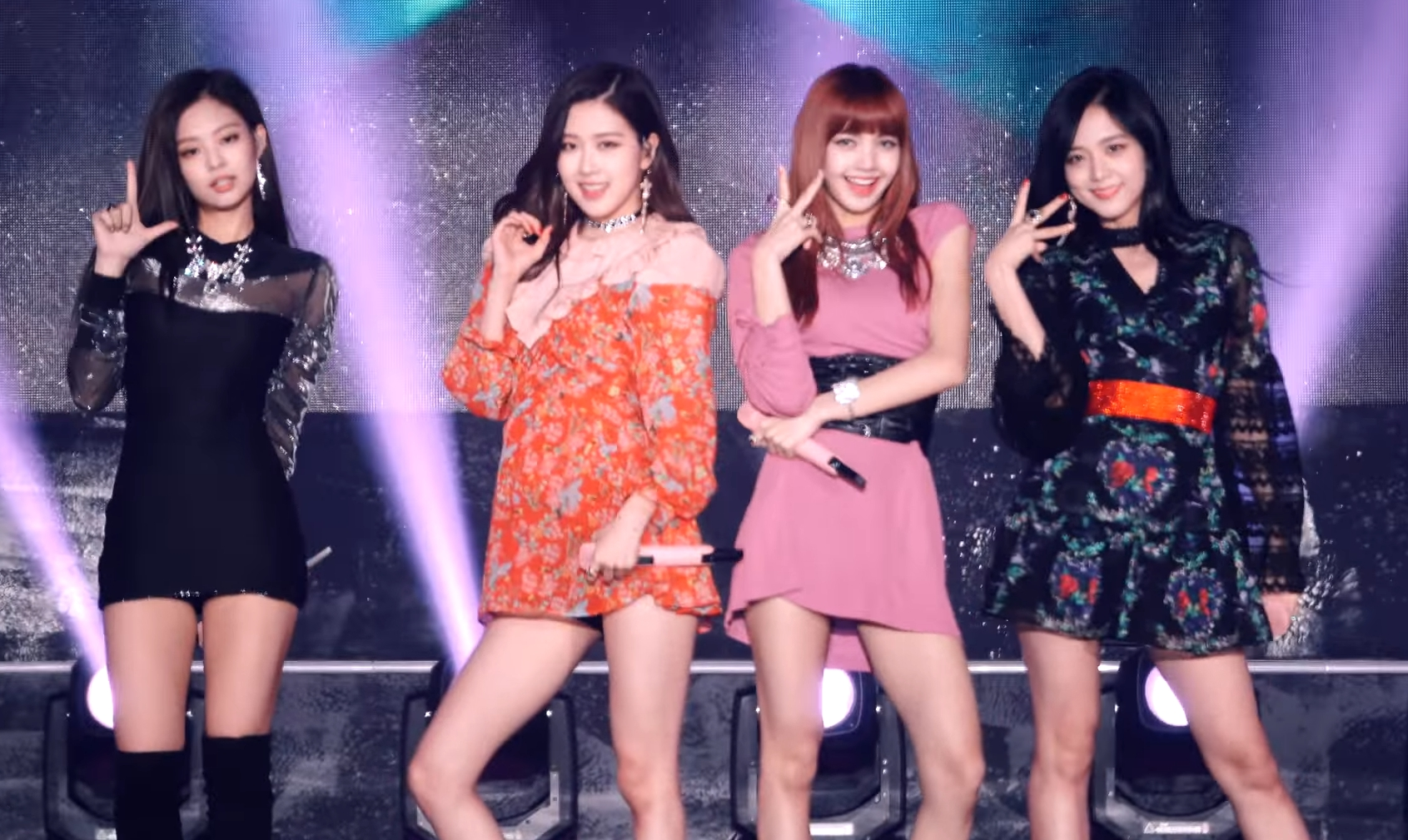
BLACKPINK a 2017-es Koreai Zenei Fesztiválon (Korea Music Festival).

Június 22-én megjelent első önálló digitális kislemezük As If It’s Your Last címmel. A dalt „stílusok közötti keverékként, egy hangzásirány váltásként és az előző dalaikhoz mérten másmilyennek” írták le. Egy nappal a megjelenés után a Billboard World Digital Song eladási toplistájának élére került, így ez lett a harmadik első helyezett kislemezük a listán, és ez volt az első daluk, amely bekerült a Bubbling Under Hot 100-ba. A dalhoz készült zenei videót egy nappal a megjelenése után már 13 millióan nézték meg, három hónappal a megjelenése után 2 millió lájkot (kedvelést) kapott. Ezzel már 2017-ben megdöntötte a koreai lánycsapatok legkedveltebb zenei videója rekordját. Az As If It's Your Last egy jól elkészített zenei videó, gyönyörű rendezéssel és vizuális effektusokkal, amelyek megmutatják a Blackpink színes arculatát, divatos látványvilágát, stílusát és divatját. 2023 végén, a kedvelések száma már 13 millióra nőtt, a videó nézettsége pedig átlépte az 1,3 milliárdot. A kliphez a YouTube-on több mint 1,5 millióan szóltak hozzá.
Július 20-án első japán útjukon több, mint 14 ezer néző előtt léptek fel a tokiói Nippon Budókan sportcsarnokban. Az eseményre egyes riportok szerint 200 ezren próbáltak jegyet szerezni. Ez a fellépésük első külföldön megjelenő, Blackpink című albumuk promóciója volt, amely 2017. augusztus 30-án jelent meg Japánban. Az album korábbi kislemezeik japán verzióit is tartalmazta. A debütáló EP az Oricon Albums Chart élére került, ezzel a Blackpink lett a harmadik külföldi előadó, amely debütáló kiadványával a japán lista élére került. Turnéjuk során felléptek Japán legnagyobb nyári zenei fesztiváljának, az „Anation 2017”-nek a nyitószínpadán, és Japán legnagyobb divateseményein, például a „25th Tokyo Girls Collection” és a „Kobe Collection” eseményeken.
Az As If It’s Your Last c. daluk a 2017-es YouTube Global Top 25 videója közé került.

### 2018:Square Up, nemzetközi áttörés és turné

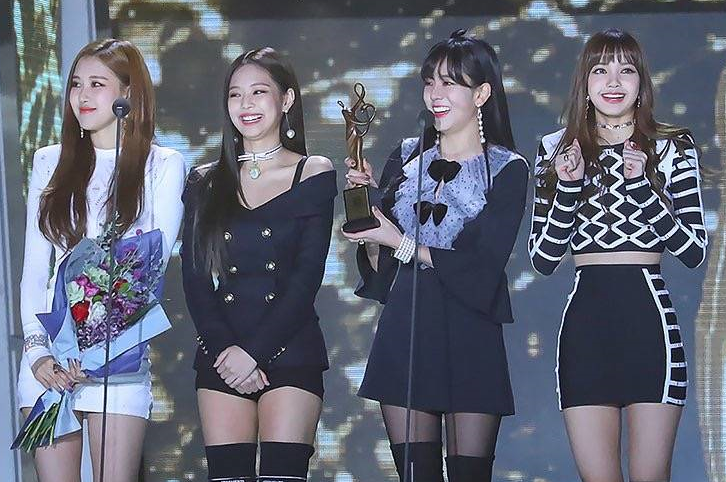
A Seoul Music Awards-on 2018-ban

2018 januárjától mutatták be a YouTube-on 12 részes valóságshow-jukat, a BlackPink House-t,amely 100 napos pihenőidejük alatt készült. Az adások bepillantást nyújtottak szabadidejük mindennapjaiba az erre a célra berendezett házban, és a nézők követhették őket különböző szabadidős programjaikra és kirándulásaikra. A műsor jelentősen hozzájárult globális népszerűségükhöz és ismertségükhöz.
Március 28-án újra kiadták debütáló japán EP-jüket Re:Blackpink néven. A digitális verzió ugyanazokat a dalokat tartalmazza, mint az eredeti kiadás, míg a fizikai verzió egy DVD-ből áll, amely tartalmazza az összes zenei videójukat és hat koreai nyelvű dalukat. A „BLACKPINK PREMIUM DEBUT SHOWCASE” tartalmazza a japán Budókanbeli első fellépésükről készült felvételeket is.
Június 15-én kiadták első koreai nyelvű EP-jüket Square Up címmel. Dél-Koreában az EP a Gaon Album Chart első helyén debütált, és a Korea Music Content Association (KMCA) platina minősítését kapta meg 250 000 darab eladása után. A Square Up elhozta a csapat első és eddigi legjobb szereplését az amerikai Billboard 200-on, a 40. helyen debütálva a több mint 14 ezer albumeladással, és ezzel megdöntötte nővércsapatuk, a 2NE1 2014-es rekordját, amely a Crush című albumukkal a 61. helyen volt.
A Square Up album a Billboard World Albums toplistájának az élére került, és ők lettek az első női koreai csoport, amely a Billboard Emerging Artists toplistáján is az első helyet szerezte meg. Az EP vezető száma, a „Ddu-Du Ddu-Du” a Gaon Digital Chart első helyére, míg a „Forever Young” a második helyre került. Mindkét dalt platinalemeznek minősítette a KMCA a 2 500 000 letöltés és a 100 000 000 feletti meghallgatás alapján.
Az Egyesült Államokban a Ddu-Du Ddu-Du az 55. helyen debütált a Billboard Hot 100-on, és egy koreai lánycsapat legmagasabb slágerlistás helyet elérő dala lett az országban, felülmúlva a Wonder Girls Nobody című számának 2009-es rekordját. Ezenkívül ez volt az első alkalom, amikor egy koreai lánycsapat felkerült az USA Streaming Songs listájára, a 39. helyre.
A Ddu-Du Ddu-Du a 78. helyen debütált az Egyesült Királyság kislemezlistáján, amely listán az első női koreai csoportként szerepeltek. Az Official Singles Chart Top 40-ben a Dua Lipaval közös számuk a Kiss and Make Up a 36. helyre került.

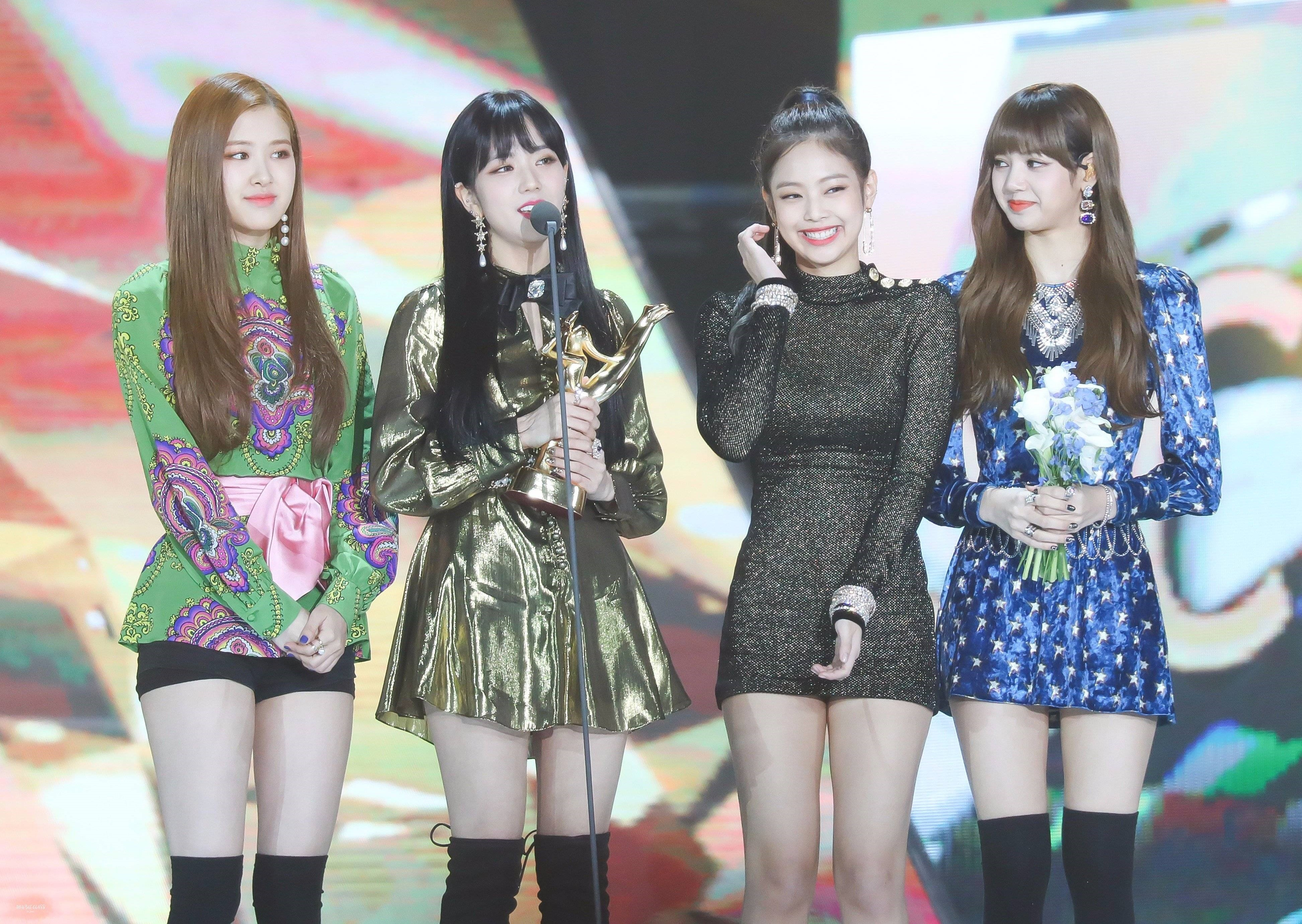
A 32. Golden Disc Awards-on 2018-ban

A YouTube hivatalos összesítése szerint a „Ddu-Du Ddu-Du” című klip a megjelenést követő 24 órán belül összesen 36,2 millió megtekintést ért el, ezzel egy koreai művész által készített legnézettebb online videó lett az első 24 órában, és minden idők második legnézettebb zenei videója a megjelenés első 24 órájában. 2019 januárjában ez volt egy dél-koreai csoport legnézettebb klipje, és az első k-pop csoportos zenei videó, amely 2019 novemberében meghaladta az egymilliárd, 2023 decemberében pedig a 2,1 milliárd megtekintést és a 23 millió kedvelést. A Ddu-Du Ddu-Du 2019 augusztusában az Amerikai Recording Industry Associationtől (RIAA) arany minősítést kapott, ezzel a Blackpink lett az első koreai lánycsapat, amely minősítést kapott az Egyesült Államokban.
A Japánban megjelent album népszerűsítéséhez hat fellépésre tervezett japán turnéra került sor 2018 júliusától Oszakában, Fukuokában és Csibában, de a hatalmas kereslet miatt egy további fellépésre is sor került Csibában. December 24-én karácsonyi ajándékként a Kyocera Dome Osakában még egy utolsó koncertet adtak a rajongóknak, ahol 50 000 fős teltház előtt léptek fel.
Szeptember 12-én jelentették be az In Your Area World Tour világturnét, amely a 2018-as első szöuli koncerttel kezdődött, és amely egyben első találkozójuk volt a BLINK rajongói klubjukkal. A turné 2019-ben és 2020 elején folytatódott Észak-Amerikában, Európában, Óceániában és Ázsiában. A turné egy koreai lánycsapat legnagyobb bevételt hozó turnéja lett.
A Dua Lipával közös „Kiss and Make Up” című számuk 200 000 eladott példány után a British Phonographic Industrytól (BPI) ezüst minősítést kapott. Ez volt az első alkalom, hogy egy koreai csoport minősítést kapott az Egyesült Királyságban. Ugyancsak ez a dal volt az, amelynek az Australian Recording Industry Association (ARIA) 70 000 értékesített példány után platina minősítést adott.
Október 23-án a csoport és a YG Entertainment globális partnerségre lépett az Interscope Records-szal, mely alapján Ázsián kívül az Interscope és a Universal Music Group képviseli őket.

### 2019: Amerikai turné, fellépés aCoachella Fesztiválon

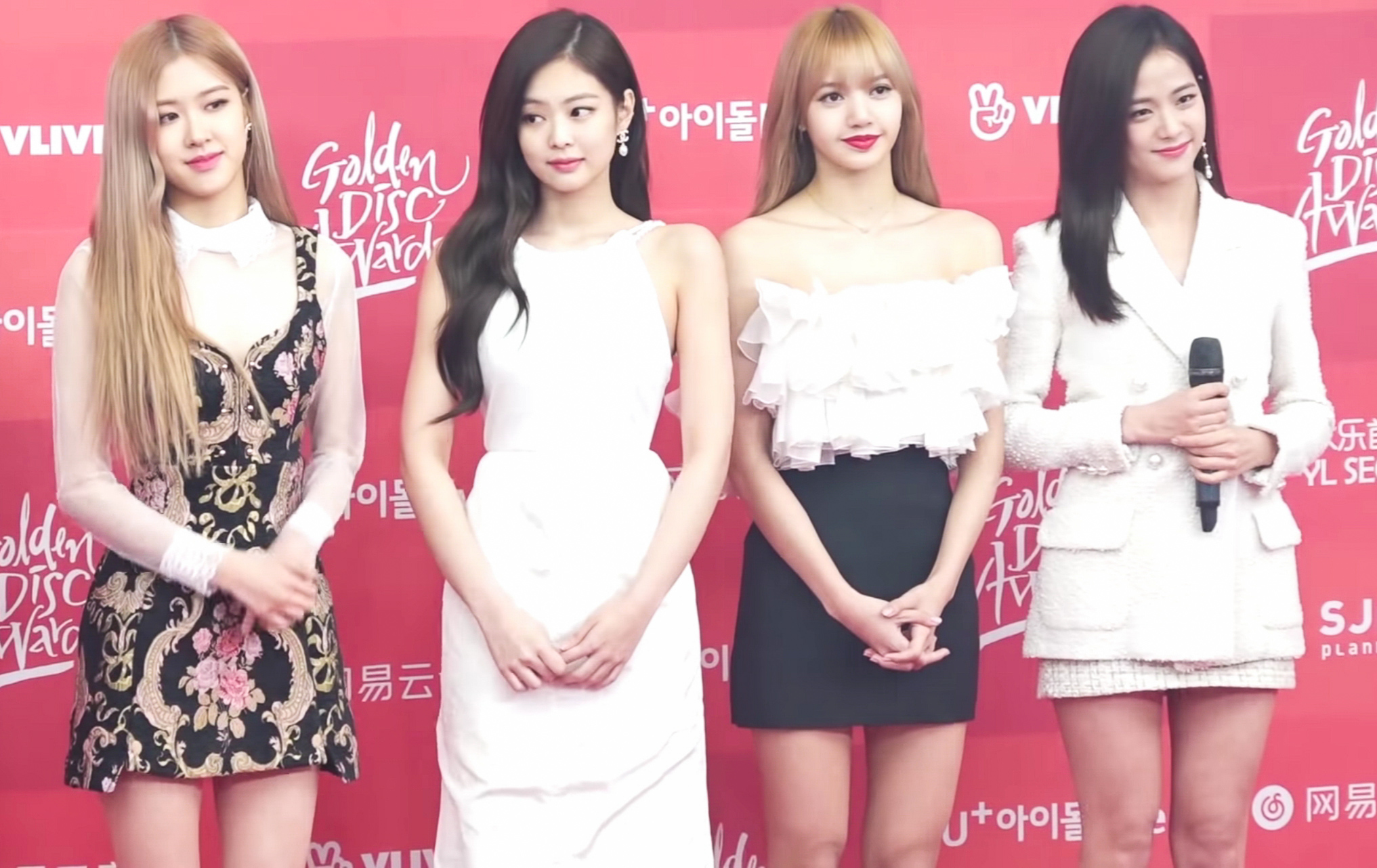
A Golden Disc Awards-on 2019-ben

A csapat Amerikában 2019. február 9-én Los Angelesben a Universal Music Group 2019-es Grammy Artist Showcase meghívásos rendezvényén lépett fel először. Ezt követően számos amerikai televíziós műsorban szerepeltek, köztük a The Late Show-ban Stephen Colberttel és a Good Morning Americaban. Márciusban ők lettek az első k-pop lánycsapat, amely a Billboard magazin címlapjára került. Harmadik albumuk, a Kill This Love 2019. április 5-én jelent meg egy azonos című kislemezzel együtt. Dél-Koreában az EP a harmadik helyen debütált a Gaon albumlistán, és kétszeres platinalemez lett, mivel 500 000 darabot adtak el az országban. A kislemez a második helyen végzett a Gaon Digitalon. A streamet 100 000 000-an tekintették meg, ezért platina minősítést kapott. A Kill This Love a 24. helyen debütált a Billboard 200-on, míg a kislemez a Hot 100 listán a 41. helyezést érte el, ezzel a két legnagyobb Billboard listán egy koreai női csoport legmagasabban helyezett kiadványa lett. A dal videóklipje 24 órán belül megdöntötte a legnagyobb nézettség rekordját a YouTube-on, ez idő alatt 56,7 millió megtekintést gyűjtött össze. A Kill This Love a 66. helyre került a Billboard 2019-es 100 legjobb dalának listáján.
Az EP megjelenését követően 2019. április 12-én és 19-én ők lettek az első női k-pop csoport, amely fellépett a Coachella Valley Zenei és Művészeti Fesztiválon. A csoport Coachella-szettjét a kritikusok és a rajongók egyaránt jól fogadták, Gab Ginsberg, a Billboardtól „felvillanyozónak” és „feledhetetlennek” nevezte a show-t.
2019. október 16-án megjelent a japán piacon a Kill This Love japán verziója, amely a 17. helyet érte el az Oricon albumlistáján. A csoport számos promóciós tevékenység miatt indult Japánba, köztük a TV Asahi's Music Station és a Fuji TV Love Music című japán zenei televíziós műsorokban való megjelenés miatt. A következő év januárjában a Blackpinket a Paper magazin a 2019-es év k-pop szenzációjának választotta az éves Break the Internet Awards™ listáján.
2019-ben a Kill This Love című daluk a YouTube Rewindban, mint a harmadik legtöbbet kedvelt videó szerepelt, 10,8 millió kedveléssel.

### 2020 További nemzetközi sikerek, és aThe Album

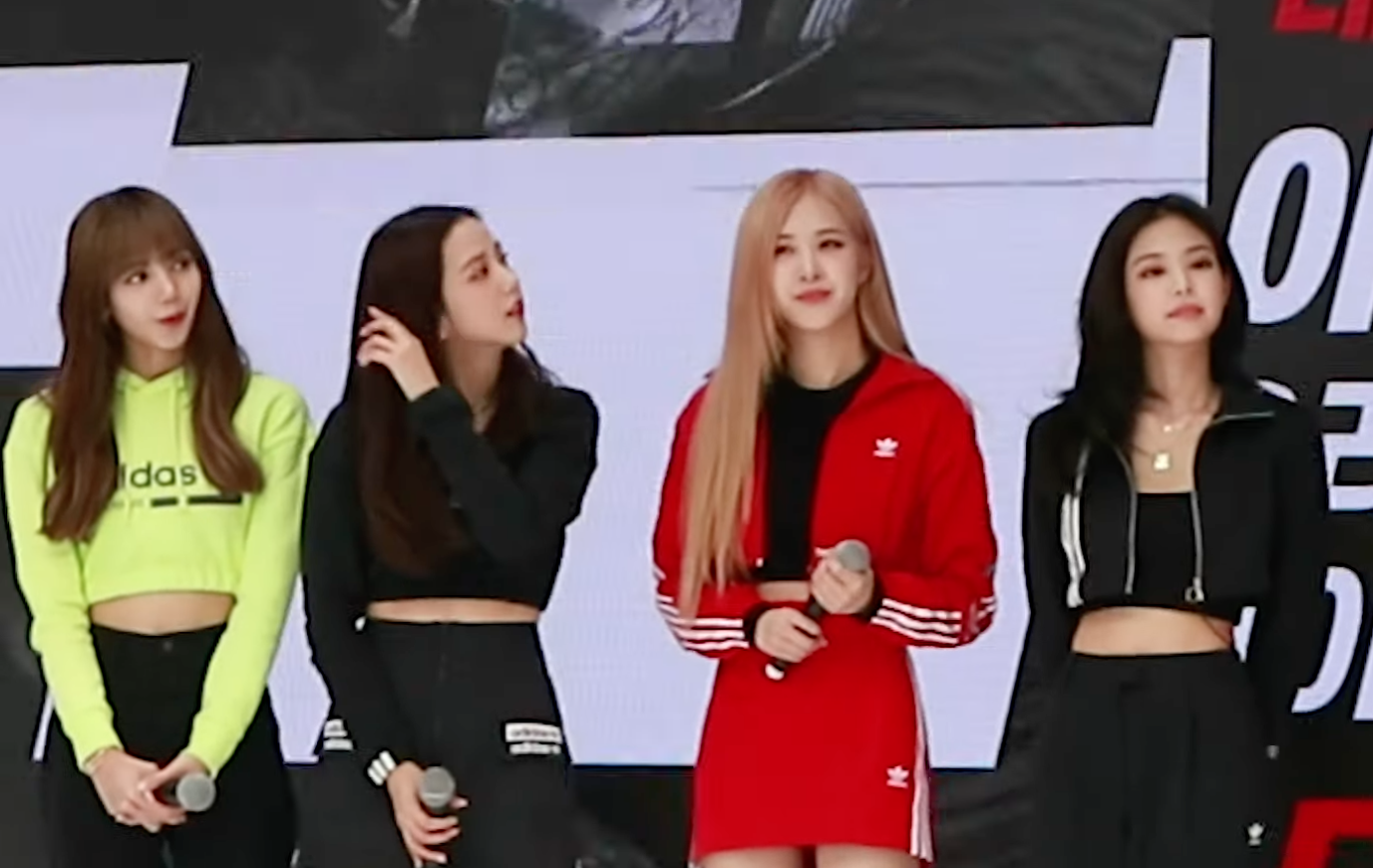
Az Adidas 70. évfordulóján

A csapat közreműködött Lady Gaga hatodik stúdióalbumán, a Chromaticán, a Sour Candy című dallal, ami promóciós kislemezként jelent meg 2020. május 28-án. A dal a Billboard Hot 100 toplistán elérte a 33. helyezést, ami Gagának a 25. top 40-es listába kerülése, és a Blackpink legmagasabb helyezést elérő dala volt az Egyesült Államokban, egyúttal a legmagasabb helyezést elérő dal egy k-pop lányegyüttestől. Ausztráliában a dal a 8. helyre került, ami a Blackpink legjobb helyezést elérő dala lett az országban. Az Egyesült Királyságban a dal a 17. helyig jutott.
Május 18-án a YG Entertainment bejelentette, hogy az együttes júniusban kiad egy kislemezt, amit július és augusztus között majd egy további kislemez követ, ezzel harangozzák be az együttes szeptemberben megjelenő koreai nyelvű első teljes albumát. A kiadó elmondása szerint mivel a csapatnak ez az első teljes hosszúságú albuma, amelyre régóta készülnek, ezért három szakaszban, szakaszosan tervezik kiadni, hogy minden eddiginél gyakrabban találkozhassanak a rajongókkal. Június 2-án A YG Entertainment bejelentette, hogy az album megjelenését követően Rosé, Lisa, és Jisoo kiadják a saját projektjeiket, Rosé szólóalbumával kezdve.
A How You Like That című kislemezük a közösségi médián való reklámozását követően június 26-án jelent meg. A Monthly Social Chart 2.0-ban, amely lehetővé teszi egy művész globális népszerűségének intuitív ellenőrzését, a BLACKPINK két egymást követő hónapon keresztül is az első helyen állt. A How You Like That a Kaon zenei lista digitális, letöltési, és streamelési listáján is az első helyen végzett. A How You Like That lett a Blackpink ötödik dala, amely a Billboard Hot 100-ban szerepelt, ahol a 33. helyre került, és a zenei videója öt Guinness Rekordot döntött meg egyszerre.
A csapat visszatérése idején, 2020 őszén mutatták be a 24/365 with Blackpink realitysorozatot a YouTube-on. A sorozat bemutatja a 2020-as dalaik videóklipjének forgatását, és vlogokkal némi betekintést ad napi életükbe. A sorozatot több mint 400 millióan nézték meg, ami szokatlan egy híresség valóságshow-jától.

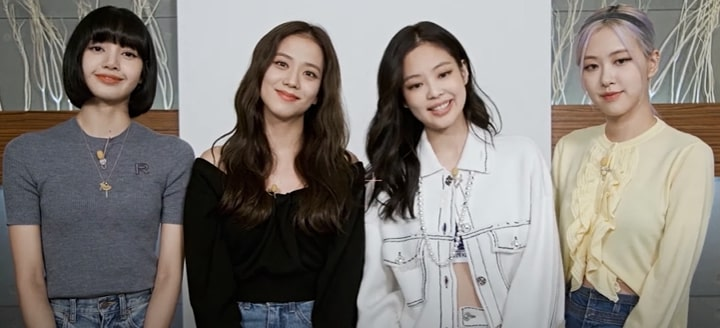
A Blackpink tagjai 2020-ban

Augusztus 28-án jelent meg az Ice Cream című kislemez, amelyen szerepel Selena Gomez is.
2020. augusztus 30-án az MTV Video Music Awardson, a Blackpink lett az első k-pop-lányegyüttes, amely díjat nyert: a How You Like That kapta meg a „Nyár dala” díját.
2020. október 2-án kiadásra került a Lovesick Girls című kislemez, a The Albummal együtt. A dal szövegének írásában Jisoo és Jennie is közreműködött. Jennie a komponálásában is részt vett olyan előadókkal együtt, mint David Guetta, és R. Tee. A The Album 2023. november 23-án már 1000. napja szerepelt az iTunes globális albumlistáján, ezzel történelmet írt, mert ez az egyetlen olyan k-pop album, amely elérte ezt a mérföldkövet, ezzel erősítve meg a BlackPink tartós népszerűségét és globális hatását.
2020. október 14-én a Netflixen világszerte bemutatásra került a korábban bejelentett dokumentumfilm, a Blackpink: Light Up The Sky, amely a tagokat a debütálásuk előtti időszaktól követi, a nemzetközi ismertségig. A film a magyarországi Netflixen is elérhető. A bemutatást követően a tagoknak a bejelentő plakáton látható képei Netflix-profilképként elérhetővé váltak. A dokumentumfilm a mindennapjaikról készült felvételeket, az otthoni életükbe betekintést, kulisszák mögötti történeteket és a tagokkal készített interjúkat tartalmaz, valamint bepillantást enged a The Album elkészítésébe.
A The Album kereskedelmi sikere a csoportról készült Netflix dokumentumfilmmel kombinálva azt eredményezte, hogy októberben a Blackpink a Bloomberg popsztárok rangsorában az élre került; ők voltak az első koreai művészek, akik ezt az eredményt elérték.

### 2021: The Show és The Movie

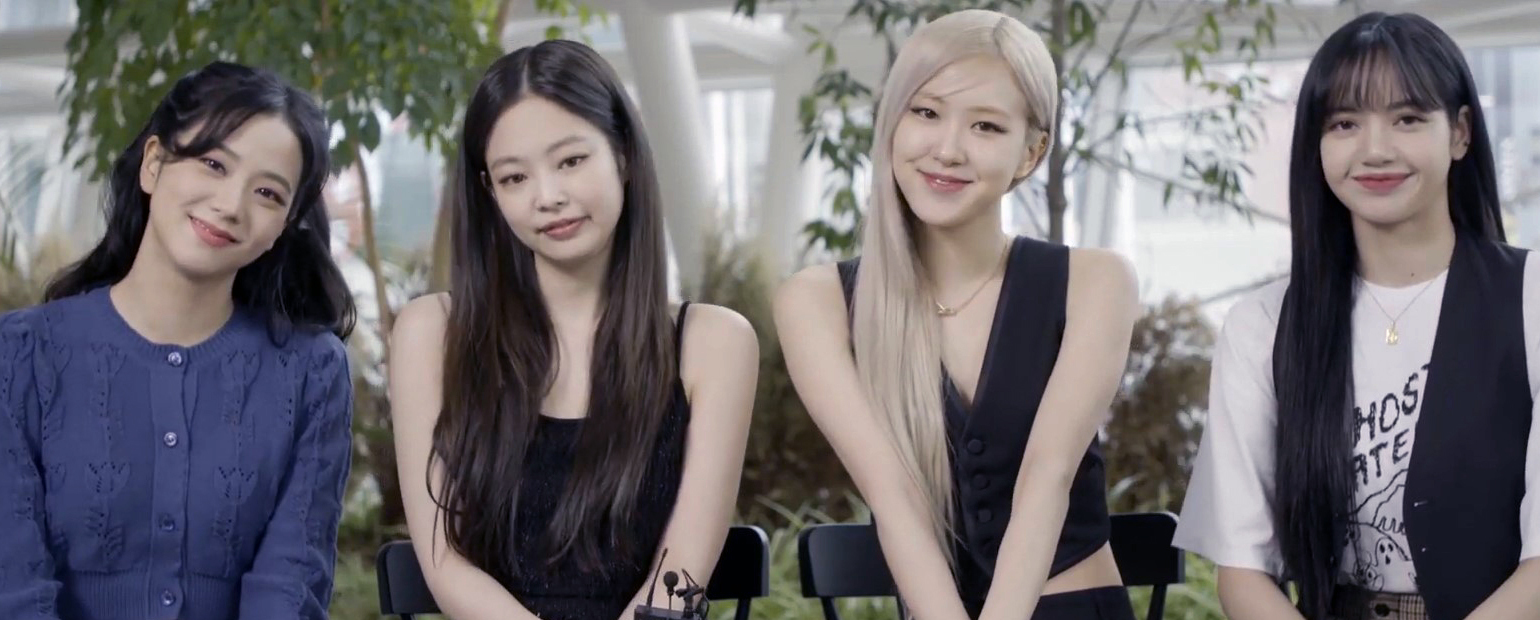
A PUPG Mobile promóciójában (2021)

2020. december 2-án a bejelentették, hogy együttműködnek a YouTube Music-kal első élő közvetítésükön. A The Show névre keresztelt élő eseményt 2021. január 31-én tartották meg. A koncerten a The Album számos dalának, valamint Rosé első szólólemezéről a Gone című dalának az első élő előadása volt. Az online koncert bejelentése után körülbelül 2,7 millióan iratkoztak fel a YouTube-csatornájukra. Az élő adás megtekintéséért kért 40 dolláros feliratkozási díjat 280 000-en fizették be. Augusztus 3-án kiadták a The Show japán nyelvű verzióját, amely az Oricon Albums Chart harmadik helyét érte el.
Augusztus 4-én a Square One debütáló lemezük megjelenésének ötödik évfordulójára Dél-Koreában és világszerte a mozikban egy dokumentumfilmet mutattak be Blackpink: The Movie címmel, amely exkluzív interjúkat tartalmazott a csoport tagjaival, valamint élő felvételeket a The Show-ból és az In Your Area World Tourból.

### 2022:Born Pinkés második világkörüli turné
Július 12-én a YG Entertainment bejelentette, hogy a Blackpink egy virtuális játékon belüli koncertet tart Blackpink: The Virtual néven a PUBG Mobile-ban július 22. és 30. között, amelyen a csapat slágerei, valamint a Ready for Love című különleges szám szerepel. A szám teljes egészében egy animációs videoklippel együtt jelent meg július 29-én.
Augusztus 19-én, a szeptemberi második album előtt, kiadtak egy előzetes kislemezt Pink Venom címmel. Megjelenésekor a címadó szám két hétig vezette a Billboard Global 200-at, és ez lett az első lányegyüttes dal, valamint az első koreai dal, amely több hétig vezette a listát. Ez lett egy koreai csoport első dala, amely az Australian Recording Industry Association (ARIA) kislemezlistájának az élére került Ausztráliában. A Pink Venom című dalt augusztus 28-án előadták a 2022-es MTV Video Music Awards-on, ezzel ők lettek a történelem első női k-pop csoportja, akik felléptek a show-n, amelyen elnyerték a legjobb metaverse-előadás díját.
2022. szeptember 16-án a csapat a Shut Down kislemez mellett kiadta második stúdióalbumát, a Born Pinket, és ez a második olyan albumuk lett, amely a Billboard Global 200 élére került. Az album a Circle Album Chartnak is az első helyén debütált a kevesebb, mint két nap alatt eladott 2 141 281 példányával, és ezzel ez lett az első olyan k-pop lányegyüttes-album, amely több mint kétmillió példányban kelt el. A Born Pink az Egyesült Államokban is a Billboard 200 első helyén debütált, ezzel ez az első koreai női fellépő olyan albuma, amely a lista élére került, és Danity Kane Welcome to the Dollhouse című 2008-as albuma óta ez lett az első olyan női együttes által készített album, amely ezt a helyet érte el. Elsőként a k-pop lányegyüttesek közül az Egyesült Királyság albumlistájának szintén az első helyére került, így a Destiny’s Child Survivor 2001 albuma óta ez volt az első alkalom, hogy egy lányegyüttes egyidejűleg az albumlisták élére került az Egyesült Államokban és az Egyesült Királyságban is. Az album az IFPI (International Federation of the Phonographic Industry) szerint 2022-ben a tiszta eladások alapján a nyolcadik legkelendőbb album volt a világon.
2022. október 15-én és 16-án Szöulban két koncerttel kezdték el a k-pop lánycsapatok történetének legnagyobb turnéját a Born Pink World Tour-t, majd a turné észak-amerikai és európai állomásai következtek decemberig. 2023. január 28-án a csapat előadta a Pink Venom és a Shut Down című dalokat Gautier Capuçon és Daniel Lozakovich zenészekkel a Le Gala des Pièces Jaunes jótékonysági rendezvényen, amelyet Franciaország First Ladyje, Brigitte Macron szervezett Párizsban. A turné 2023-ban stadionbemutatókkal folytatódott Ázsiában, valamint számos koncerttel Mexikóban és Ausztráliában.
A Time magazin 2022-ben az év előadójának (Entertainer of the Year) választotta őket.

### 2023: Born Pink világturné, Coachella és Hyde Park főelőadók

A Born Pink világturné fellépési helyszínei (2022-2023)

2023 áprilisában főelőadóként ismét felléptek a Coachellán, júliusban pedig 65 000 néző előtt szintén fő előadók voltak a BST Hyde Park-ban Londonban. Májusban megjelent egy teaser videó a következő dalukhoz, ami egy játékhoz kapcsolódik, a Blackpink: The Game-hez. Ez a dal augusztusban jelent meg The Girls néven. 2023. augusztus 18-án a Las Vegas-i Allegiant Stadionban tartott, 11,429 millió dolláros bevételt hozó koncertjük teltházas show-jával a történelem legnagyobb bevételét hozó énekegyüttesének címét érdemelték ki.
2023. augusztus 25-én a Blackpink: The Game című mobiljátékuk filmzenéjének részeként jelent meg egy promóciós kislemez The Girls címmel. A fizikai változat az első héten a Circle Album Chart első helyén debütált 160 460 eladott példánnyal, és ezzel a csoport ötödik első helyezett albuma lett. A 2023-as MTV Video Music Awards díjátadón a Pink Venom-ért elnyerték a legjobb koreográfiának járó díjat, valamint az év csoportja címet, ezzel 24 év után ők a második lányegyüttes, amely ezt a díjat nyerte a TLC 1999-es díja óta.
A Born Pink World Tour szeptember 17-én két zárókoncerttel zárult Szöulban. A 34 város 64 helyszínén tartott koncertek összességében 1,8 millió látogatót vonzottak, így egy koreai lánycsapat leglátogatottabb koncertturnéja lett. A Billboard 2023-as év végi Top 40 Tours világlistáján a tizedik helyen végzett, és vezette az év k-pop turnéinak rangsorát. A fellépések 148,3 millió dolláros bevétele megdöntötte a Spice Girls Spice World – 2019 Tour rekordját, és minden idők legnagyobb bevételt hozó női csoport koncertturnéjává vált.
2023. november 22-én a Brit Birodalom Rendje tiszteletbeli tagjai kitüntetést kapták III. Károly királytól a környezetvédelmi kampányuk elismeréseként.

### 2025: A visszatérés és aDeadline World Tour
A Blackpink 2025. február 5-én adta ki az első teaser videót a közelgő turnéjukhoz. Február 19-én a csoport bejelentette a világkörüli turné dátumát, amely július 5-én kezdődik a szöuli Goyang Stadionban, majd Észak-Amerika és Európa stadionjaiban folytatódik. Augusztusban a londoni Wembley Stadionnal zárják a nyári szakaszt, ősszel ázsiai helyszíneken lépnek fel, majd 2026 januárjában Hongkongban zárják a turnét. A turné címét május 16-án Deadline World Tour néven hozták nyilvánosságra. Az új, Jump című szingli lemezük 2025. július 11-én jelent meg.

## Tagok
- Kim Dzsiszu (김지수), színpadi nevén Jisoo, Dél-Koreában, Szöulban született 1995. január 3-án. 2011 júliusában gyakornokként csatlakozott a YG Entertainmenthez. A csoportban énekel. 2023. március 31-én szólistaként is debütált a „Me” című albumával amely a Flower-t és az All Eyes On Me-t tartalmazza.
- Kim Jennie (Kim Je-ni) (김제니), színpadi nevén Jennie, Dél-Koreában született 1996. január 16-án. Új-Zélandon tanult és nevelkedett. 2010 augusztusában csatlakozott a YG Entertainmenthez. A csapatban rapper és énekes. 2018 novemberében szólistaként is debütált a Solo című dalával. A You & Me című számát 2022 októberében adta elő először amikor elkezdték a Born Pink turnéjukat.
- Roseanne Park vagy Park Chaeyeong (ejtsd: park cshejong) (Park Chae-yeong) (박채영), színpadi nevén Rosé, Új-Zélandon, Auckland-ben született 1997. február 11-én. Ausztráliában nevelkedett. A YG meghallgatások ausztráliai állomásán első helyen végzett, és 2012 májusában csatlakozott a kiadóhoz. Énekes és melléktáncos. 2021. március 12-én debütált szólistaként az -R- című albumával ami a Gone-t és az On The Ground-ot tartalmazza.
- Lalisa Manobal vagy Pranpriya Manobal (ลลิษา มโนบาล vagy ปราณปริยา มโนบาล), színpadi nevén Lisa, Thaiföldön született 1997. március 27-én. Hamar kezdett táncolni; tagja volt a We Zaa Cool nevű csapatnak, a Got7 fiúegyüttes BamBam nevű tagjával együtt. Beszéli az angol, thai, koreai és japán nyelveket. Ő volt az egyetlen, akit 2010-ben a YG meghallgatások thaiföldi állomásán kiválasztottak. 2011 áprilisában lett tagja a YG Entertainmentnek, ezzel a kiadó első nem koreai előadójává vált. A csoportban főtáncos és rapper. 2021 szeptemberében szólistaként is debütált a Lalisa albumával amin a Lalisa és a Money dalai találhatók meg. Az utóbbi dal a több, mint 1 milliárdos streamletöltéssel rekordnak számít a Spotify-on.[103]

- Jisoo
- Jennie
- Rosé
- Lisa

## Zenei stílusuk és hatásuk
Karrierjük elején kijelentették, hogy a 2NE1-t akarják utánozni, de emellett „saját egyedi színüket is megmutatják”. A Carpool Karaoke[mj3] 2023. április 18-i egyik adásában a csoport tagjai elmondták, hogyan inspirálta őket a TLC és a Spice Girls, akiknek a zenéjüket hallgatva nőttek fel. Számos más művészt is említettek, akik hatással voltak rájuk, köztük Lady Gagát, Ariana Grandét, Cardi B-t és Selena Gomezt.
Zenéjük sokrétű, dalaikra egyaránt jellemző a hip-hop érzékenység és a klubkész hangzások, esetenként electro house elemek; gyakran dübörgő, egzotikus ütemeken rappelnek és énekelnek. Számaik a fiatalos hip-hop előadást ötvözik minimális drum and bass-szel, amelyek együttesen azonnal felismerhető hangzásvilágot biztosítanak nekik. Előadásaik egyedi stílusúak, látványosságukat adja, hogy fizikailag megterhelő koreográfiák közepette énekelnek, melyben nagy szerepe van a vokáloknak. Emellett számos más stílust is beépítettek diszkográfiájukba, mint például az R&B, az arab zene, a ballada, a disco és a rock. Zenéjüket a „merész rappelés, erőteljes éneklés és elegáns stílus kombinációjaként” jellemezték; dalaikban gyakran szerepel basszusdrop, különösen közvetlenül a refrén előtt, amit egyes kiadványok jellegzetes hangzásuk részének tekintenek.
Az együttes a nevükhöz hasonuló zeneiségük két különböző koncepcióját kívánta közvetíteni – a csoport „fekete” oldala a provokatívabb „girl crush” imázst, míg a „rózsaszín” a nőiesebb és színesebb arculatát testesíti meg. Egy interjúban Rosé kifejtette, hogy a csapat úgy érzi, hogy ez a két szín képvisel minket a legjobban, mert nagyon lányosak vagyunk, ugyanakkor nagyon vadak is, és a Pretty Savage című dalukat említette, amely a legjobban jellemezi őket, mert „valahogy illik a fekete a rózsaszínhez”. A „Pink Venom” 2022. augusztusi megjelenéséről tartott sajtótájékoztatón Jennie részletesen kifejtette a csoport identitását: „Megpróbálunk különféle üzeneteket kifejezni különféle műfajú dalokon keresztül, de a Blackpink mindig magabiztos és tele van önbizalommal, azt hiszem, ez áll hozzánk a legközelebb”.
Az Insider azt írta, hogy „berobbantak a K-pop szcénába egy sor olyan kislemezzel, amelyek arra az útra vezették őket, hogy a „lányok nagyköveteivé” váljanak. A „girl crush concept”, magába foglalja „a bizalmat, a szexiséget és az inspiráló önbizalmat”. A Billboard a Ddu-Du Ddu-Du megjelenését követően a lányszeretet leglátványosabb k-pop képviselőinek nevezte őket. Jung Deok-hyeon kulturális kritikus azt elemezte, hogy a Blackpink „magabiztos” imázst alakított ki, és „szilárd, a nőkre összpontosító üzeneteket tartalmaz”. Szövegük gyakran foglalkozik a függetlenség, a nőiség ereje, a szakítások, a mérgező kapcsolatok, valamint a romantika témájával.

## Sikerük titka
A látvány, a hangzás, az igényes koreográfia, koncertjeiken a közönséggel való kapcsolat, valamint a világszerte sokmilliós rajongótáborukkal a social media felületeken tartott közvetlen és baráti hangú kapcsolat együttesen tette őket népszerűvé. A csapatban nincs frontember, minden tag egyenlő szinten énekel, rappel, táncol és vokálozik. Sokat dolgoznak azért, hogy szupernőknek tűnjenek, miközben nagyon normális, átlagos lányok. Láthatóan mindannyian a szívükből énekelnek és táncolnak, ha csak üzletet látnánk ebben, nem lennénk képesek csinálni.
A látvány és az attitűd gondosan előkészített marketingstratégiával van ötvözve. Producereik tudatosan, a korábbi k-pop együttesek példáit továbbgondolva, sokszor inkább tervezőmérnökökre emlékeztető módszerekkel dolgoznak. Különböző kultúrákban nőttek fel, és ezt jól ötvözik stílusukban, megjelenésükben és zenéjükben is. Tudatosan kerülnek sok olyan, a színtérre jellemző klisét (egyenkosztüm, uniformizált kinézet, cukiskodó rágógumipop), ami nem passzol a nemzetközi közízléshez.
A Blackpink, amely 2016-ban lépett színre, a többi k-pop csoporttal szemben sokkal kisebb diszkográfiával őrizte meg megasztár státuszát, mert kiadványaikkal a minőséget részesítik előnyben a mennyiséggel szemben. A klipeket a dinamikus zene és az erőteljes koreográfia jellemzi, de a zenekar népszerűségét még tovább emelte, hogy minden projektjükben odafigyelnek a divatra és a szépségre. A BLACKPINK tagjai olyan globális márkák arcai voltak, mint a Chanel, a Dior, az Yves Saint-Laurent, a Celine és mások. A divat nagyon fontos szerepet játszik zenéjük kifejezésében. Elmondásuk szerint úgy érzik, van egy szinergia, amely igazán maximalizálja zenéjük erejét, ha az ének, az érzelmek, a tánc és a divat együtt jár. Ezért stylistjaik intenzíven részt vesznek a csapattal az albumkészítési folyamatban. A Blackpink tagjainak köszönhető, hogy felhívták a nemzetközi figyelmet a dél-koreai hanbokra a hagyományos viselet modern újraértelmezésével a How You Like That zenei videójukban és előadásaikban. A csoport a divatot nyilvános imázsuk fontos részének tekinti, amely elválaszthatatlan a zenéjüktől. Stílusuknál megfigyelhető, hogy a csoport egységességét az egyéni ízléssel vegyítik.
A Blackpink nagy érdeklődésre tett szert a közösségi médiában és a streaming platformokon; 2023 júliusában több, mint 90 millió feliratkozójuk volt a YouTube-on ezzel ők rendelkeztek a legtöbb feliratkozóval a zenei csoportok között. 2020 júliusában a legtöbb feliratkozóval rendelkeztek a női előadók között. 2019 novemberében a Blackpink lett a legkövetettebb lánycsapat a Spotifyon, amelyen 2023 áprilisában már több mint 40 millió követőjük volt. Az Instagramon a csoport tagjai a négy legkövetettebb személy Dél-Koreában (ebben a sorrendben: Lisa, Jennie, Rosé és Jisoo). A Bloomberg a popsztárok rangsorában a csapatot 2020 októberében a világ legnagyobb zenészeinek választotta. A People Magazin felvette a Blackpink tagjait a kortárs zeneipart megváltoztató nők listájára, míg a Variety a csoportot a globális szórakoztatás egyik legmeghatározóbb alakjának nevezte. A Spice Girls és a Destiny’s Child után ők lettek a harmadik lánycsapat a történelemben, akikről a Rolling Stone 2022. júniusi számában úgy tudósított, hogy a magazin címlapján szerepeltek. 2022-ben a Time Magazin a Blackpinket Az év szórakoztatójának (Entertainer of the Year) választotta a zenei, divat- és színészi iparban elért együttes és egyéni hatásuk miatt.

## Gazdasági hatásuk

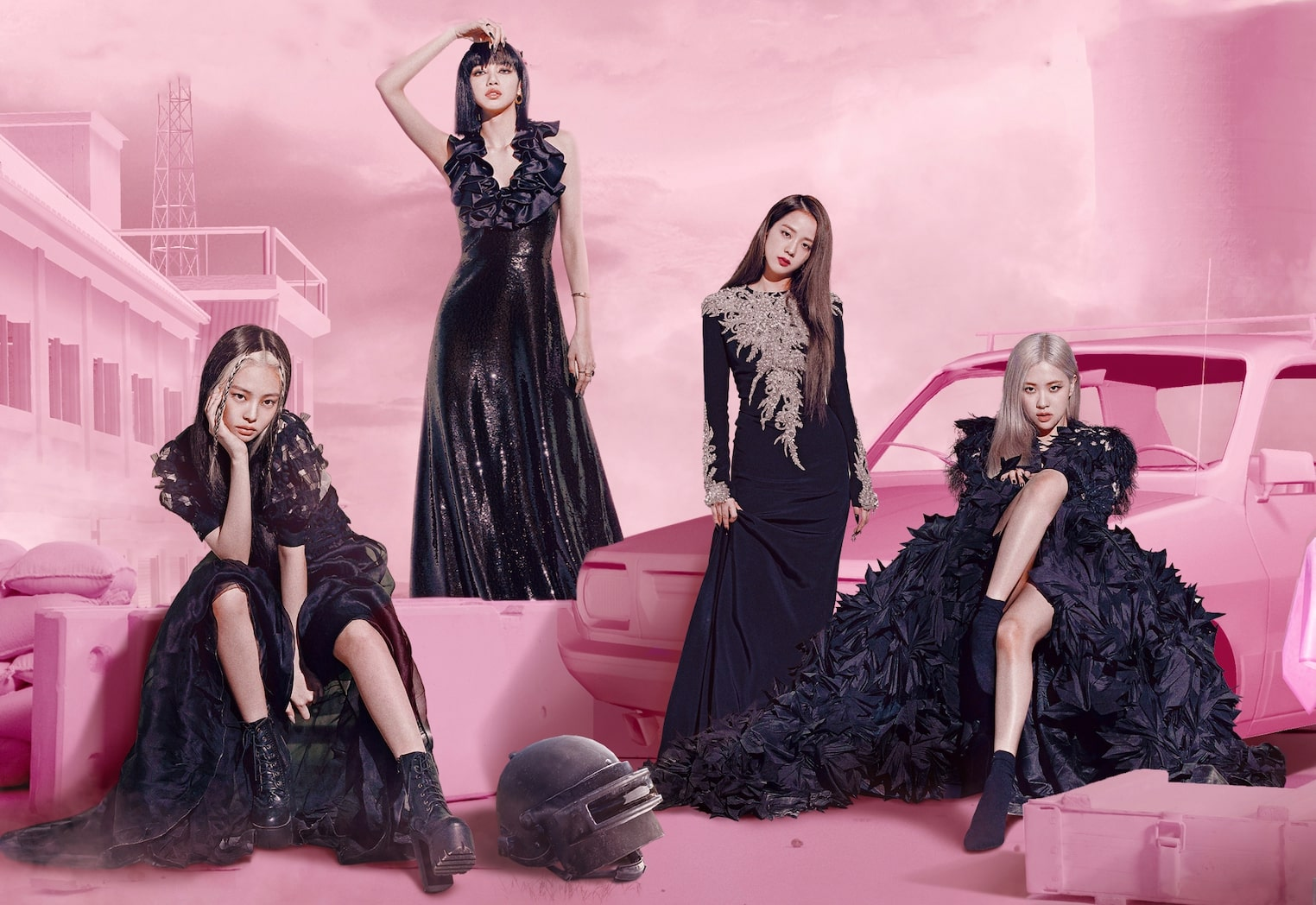
A PUBG Mobile promóciójában (2020)

A Blackpink vitathatatlanul a YG legsikeresebb szerződése. A cég bejelentése szerint a csoport legutóbbi világkörüli turnéja 34 város 66 fellépésén 2,11 millió embert vonzott világszerte. 2023-as globális turnéjuk összbevétele 281 033 955 amerikai dollár volt, ami előadásonként átlagosan 4 607 114 dollár; az eladott jegyek száma összesen 1 578 618 volt a 61 előadáson, amely átlagosan 25 879 jegyet jelentett előadásonként.
A New York Times szerint a Blackpink Dél-Korea egyik legnagyobb kulturális exportcikke, olyan vállalatok mellett, mint a Samsung, az LG és a Hyundai, és az olyan entitások, mint a Blackpink, a Squid Game és a Parasite „ugyanúgy mindenütt megjelennek a világon, mint bármely Samsung telefon”.
A Blackpink eddigi karrierje során számos szponzorálási szerződést kapott különböző iparágakban. Globális szinten a csapat a Kia Motors nagykövete volt, amely a csoport In Your Area világkörüli turnéjának címszponzoraként is szolgált. Észak-Amerikában a Blackpink a Jazwares játékcéggel együttműködve gyűjteményt hozott létre a zenei videóikból készült ruhákba öltöztetett babákból, valamint más gyűjthető játéksorokból. 2020 júniusában együttműködtek a Zepetóval, a Naver Z által üzemeltetett dél-koreai 3D-s avatarszolgáltatással, amely elkészítette a négy tag 3D-s karakterét, amelyek segítségével a rajongók láthatják a karakterek éneklését és táncát, valamint közös képeket készíthetnek az alkalmazáson. Az alkalmazáson a Blackpink virtuális rajongói aláírás eseménye annyira népszerű volt a nemzetközi rajongók körében, hogy a szolgáltatást igénybevevők száma 2020. szeptember 11-én meghaladta a 30 milliót. Az új felhasználók száma 300 000-rel nőtt az Ice Cream táncelőadás videójának megjelenését követően. A csoport a népszerű battle royale játékkal, a PUBG Mobile-lal is összeállt, hogy közös tartalmat és eseményeket adjanak ki a játékon belül.
Ázsiában a Samsunggal több kampányban dolgoztak együtt elektronikai termékeinek népszerűsítésére, például a #danceAwesome kihívásra a Galaxy A bevezetéséhez, amely a D&AD Awards-on az Egyesült Királyságban több díjat nyert, köztük a hangtervezés és zenehasználat kategóriában az év reklámvideója lett. 2019 augusztusában a Samsung Délkelet-Ázsiában piacra dobta a Blackpink Special Edition készletet, a csapat jellegzetes feketés és rózsaszín színeiben, hátlapján a Blackpink képével és logójával, amely a Galaxy A80-at, a Galaxy Watch Active okosórát és a Galaxy Buds vezeték nélküli fülhallgatót tartalmazta. A csoport a Galaxy S10+-t és a Galaxy Buds-t a Kill This Love videoklipjükben szerepeltette. 2018 novemberében a Blackpink a szingapúri e-kereskedelmi platform, a Shopee első regionális márkanagykövete lett. A thaiföldi Kasikornbank (KBank) 2019 novemberében kezdte meg együttműködését a Blackpinkkel. 2020 szeptemberében a csapat a Pepsi márkaszóvivője lett az ázsiai-csendes-óceáni térségben, beleértve Kínát, a Fülöp-szigeteket, Thaiföldet és Vietnamot. A Fülöp-szigeteki távközlési vállalat, a Globe Telecom 2020 decemberében kezdte meg együttműködését velük, mint a márkanagykövetekkel.[269]
Dél-Koreában a Blackpink a Sprite Korea, a Woori Bank, az Adidas, a Paradise City luxusszálloda és üdülőhely, az Olens kontaktlencsemárka, a Mise-En-Scène hajápoló márkanagykövetei vagy modelljei voltak. 2017 májusában a Blackpink az Incheon Main Customs vámszolgáltató cég tiszteletbeli nagykövete lett; képeiket tartalmazó transzparensek és videók köszöntik a külföldi utazókat az incheoni nemzetközi repülőtéren. A csoport más csúcskategóriás márkákat is támogat, és együttműködött velük, például a Puma és a Reebok sportruházati márkákkal, a Louis Vuitton és a Dior Cosmetics luxusdivatházakkal, a Moonshot kozmetikai márkával, a St. Scott London kézitáska márkával, és a Shibuya 109 áruházzal. A Tokyo Girls Collectionnel és Cecil McBee-vel együttműködve árut is kiadtak Japánban. 2018 júliusában és 2020 augusztusában a csoport a Koreai Reputation Research Institute elemzései alapján első nőkként érték el azt, hogy az összes művész között az első helyen végeztek a márkahírnévben.

## Újabb csoportszerződés az YG-vel
A csapat 2016-ban kötött hétéves szerződése a YG Entertainmenttel 2023 augusztusában járt le. A 2023-ban a világon a legsikeresebbnek számító lánycsoport gazdasági jelentőségét mutatja, hogy mivel a hosszabbítási tárgyalások során Lisa, a csapat egyik tagja nem fogadta el a 37,6 millió dolláros (kb. 13,4 milliárd forint) hosszabbítási ajánlatot, a hírre a YG Entertainment részvényei egy nap alatt közel 9 százalékot, majd 13%-ot estek. Korábban Jennie-vel kapcsolatban röppent fel olyan hír, hogy tárgyalásokat folytat a Marvel Cinematic Universe-zel egy esetleges filmszerepről, és ezért felbontja a szerződését.
2023. december 6-án a YG Entertainment hivatalos platformján bejelentette, hogy mind a 4 tagjával megújította csoportszerződését, így Blackpink néven a továbbiakban is biztosan a cég alatt futnak majd. A hírre a cég részvényeinek értéke egy nap alatt 29%-kal emelkedett. Az ügynökség bejelentett egy lehetséges újabb világkörüli turnét és egy új albumot is. Bejelentették, hogy 2023. december 26-án 17 órakor a Meta Horizon Words-ben kerül adásba egy legmodernebb technológiával készített 70 perces "VR Encore" koncertjük.
A szerződéshosszabbítás nemzetközi gazdasági jelentőségét is jelzi, hogy erről beszámolt a BBC, a CNN és a Reuters is.
2024. szeptember 24-én – abból az alkalomból, hogy a "How You Like That" videó elérte az 1,7 milliárd megtekintést – a menedzsment megerősítette, hogy a Blackpink 2025-ben világkörüli turnén vesz részt.

## A tagok egyéni karrierjei
Ahogyan az a korábbi sajtóhírek alapján várható volt, 2023. december 29-én bejelentették, hogy a csoportos szerződés mellett a tagok nem kötöttek kizárólagos szerződéseket a YG Entertainmenttel. Szólókarrierjeiket a közös tevékenység mellett szabadon folytathatják. A bejelentés nem volt váratlan, mert mind a négy tagnak korábban is voltak egyéni bemutatkozásai. Hogy ezeket a továbbiakban hogyan tudják összeilleszteni a közös munkával, azt a következő évek mutatják meg.
A hivatalos bejelentés előtt, 2023 decemberében Jennie már bejelentette, hogy elindít egy új, saját szólóközpontú kiadót, az OA-t (ODD ATELIER), utalva a BLACKPINK-en túli független vállalkozásaira. Lisa, az első k-pop sztár, aki elérte a 100 millió követőt az Instagramon, 2024. február 8-án nyilvánosságra hozta személyes kiadójának, a „LLOUD”-nak az elindítását, amelyet úgy jellemzett, hogy ez az a „platform, amely bemutatja elképzeléseimet a zene és a szórakoztatás terén”. Jisoo színészi karrierjére koncentrál az általa alapított szórakoztatóipari tevékenységgel foglalkozó „Blissoo” ügynökség alatt, amelynek a bátyja a vezérigazgatója, és a 2024-ben megjelenő Omniscient Reader című film főszereplőjeként debütál. Utoljára Rosé kötelezte el magát, és csak 2024 júniusában jelentették be, hogy menedzsmentszerződést kötött a Blackpink korábbi producerének, Teddy Parknak a „The Black Label” nevű cégével. Teddy Park volt Rosé 2021-ben megjelent debütáló kislemezének is a producere. Terveik szerint a jövőben egy globális lemezkiadóval együttműködve világszerte zenei tevékenységet folytat.

## Társadalmi szerepvállalásuk
2018 decemberében a Blackpink a 2018-as Elle Style Awards díjátadón kapott pénzdíját alacsony jövedelmű és egyszülős háztartásoknak ajánlotta fel Dél-Koreában. 2019 áprilisában a csapat 40 millió wont (körülbelül 33 300 USD) adományozott a Hope Bridge Association of the National Disaster Relief számára a dél-koreai goseong-i erdőtűz áldozatai megsegítésére, 2022 márciusában pedig 500 millió wonnal (körülbelül 415 750 amerikai dollár) járultak hozzá a Kangvonban és Kjongbukban pusztító erdőtüzek által okozott károk helyreállításához. 2020 áprilisában a Blackpink, Billie Eilish és Ariana Grande arcmaszkokat adott ki az UMG-hez kapcsolódó Bravado kereskedelmi vállalaton keresztül. Ennek bevétele teljes egészében a Hangfelvételi Akadémia MusiCares kezdeményezését szolgálta, amely segélyalapot indított a COVID-19 világjárványra és annak a zeneiparra gyakorolt hatására válaszul.
2020 decemberében a Blackpink cselekvésre szólított fel az éghajlatváltozással kapcsolatban, és támogatta a 2021-es ENSZ Éghajlat-változási Konferenciát (COP26), „remélve, hogy rajongóink csatlakoznak hozzánk ezen az úton, hogy megtudják, mi történik, minek kell történnie és hogy milyen szerepet játszhatunk”. 2021. február 25-én a Blackpinket kinevezték a COP26 hivatalos szószólóinak, és személyes elismerő levelet kaptak Boris Johnsontól, az Egyesült Királyság miniszterelnökétől az éghajlatváltozással kapcsolatos tudatosság terjesztése érdekében végzett munkájukért. 2021. október 23-án a csoport tagja volt a YouTube Originals „Dear Earth” című különleges műsorának, amelynek középpontjában a nézők környezettudatosabbá tétele állt. A műsorban kijelentették: „A mi generációnknak össze kell jönnie, egyesülnünk kell, és dolgoznunk kell a közös cél, a Föld megmentése érdekében.”
2021-ben az ENSZ Glasgow-ban rendezett klímakonferenciája alkalmából a brit kormány a COP26 nagykövetei közé nevezte ki őket. E tevékenységük keretében egy sor videót adtak ki, amelyek célja volt a fiatalok ösztönzése arra, hogy többet tanuljanak meg az éghajlatváltozásról. Ennek eredményeként a fiatalok érdeklődése jelentősen megnövekedett a csúcstalálkozóval és annak témájával kapcsolatban. Ezt követően António Guterres ENSZ-főtitkár az együttes tagjait az Egyesült Nemzetek Fenntartható Fejlődési Céljai (UNSDG) globális nagyköveteivé nevezte ki. Eredményes környezetvédelmi munkájuk elismeréseként 2023. november 22-én III. Károly brit király a Brit Birodalom Rendje tiszteletbeli tagja kitüntetést adományozta az együttes tagjainak.

## Rajongótáboruk (BLINK)

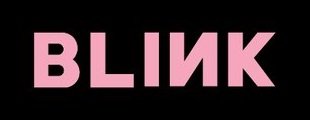
A rajongói klub hivatalos logója

2017. január 17-én a BLACKPINK nevet adott rajongótáborának, akiknek a "BLINK" elnevezést adták. A szót a „Black” és a „Pink” összevonásával kreálták, a nevük első kettő és utolsó három betűje alapján.
2023 januárjában hivatalos rajongói klubjuknak, a BLINK-nek világszerte több mint 1,5 millió regisztrált tagja volt, és ez a szám folyamatosan növekszik, annak ellenére, hogy a tagsági díj nem alacsony. A "Global BlackPink (Blink) Fanclub" tagjain felül a csapat rendelkezik a világ egyik legnagyobb, több millió fős rajongótáborával, ezzel minden idők egyik legnépszerűbb k-pop együttese. A Blackpink rajongói minden évben összegyűlnek, hogy megünnepeljék kedvenc csoportjukat különféle rajongói események, például koncertek, találkozók és online tevékenységek megtartásával.

## Turnék és koncertek
Főbb turnék
- Blackpink Arena Tour (2018)
- In Your Area World Tour (2018–2020)
- Born Pink World Tour (2022–2023)
- Deadline World Tour (2025-2026)

Főbb koncertek
- Blackpink Japan Premium Debut Showcase (2017)
- Élő közvetítés koncert: The Show (2021)

## Díjaik és jelöléseik
A Blackpink együttest vagy valamelyik alkotásukat 2016-os debütálásuktól 2023. december végéig összesen 340 díjra jelölték, amelyek közül az alábbi kinyitható táblázatban szereplő 103-at nyerték meg.
| Díjátadó                             | Év   | Kategória                                                        | A díjazott                      | Eredmény |
| ------------------------------------ | ---- | ---------------------------------------------------------------- | ------------------------------- | -------- |
| Asia Artist Awards                   | 2016 | Újonc énekes díj                                                 | Blackpink                       | Elnyerte |
| Hallyu K Fans' Choice Awards         | 2016 | Legjobb lánycsoport                                              | Blackpink                       | Elnyerte |
| Hallyu K Fans' Choice Awards         | 2016 | Legjobb újonc csoport                                            | Blackpink                       | Elnyerte |
| Mnet Asian Music Awards (MAMA)       | 2016 | Legjobb zenei videó                                              | "Whistle"                       | Elnyerte |
| Mnet Asian Music Awards (MAMA)       | 2016 | Legjobb női előadó tehetség                                      | Blackpink                       | Elnyerte |
| Melon Music Awards                   | 2016 | Legjobb új előadó                                                | Blackpink                       | Elnyerte |
| Circle Chart Music Awards            | 2017 | Az év művésze - digitális zene (augusztus)                       | "Whistle"                       | Elnyerte |
| Circle Chart Music Awards            | 2017 | Az év művésze - digitális zene (november)                        | "Playing with Fire"             | Elnyerte |
| Circle Chart Music Awards            | 2017 | Az év új művésze                                                 | Blackpink                       | Elnyerte |
| Golden Disc Awards                   | 2017 | Az év újonc művésze                                              | Blackpink                       | Elnyerte |
| Philippine K-pop Awards              | 2017 | Legjobb női csoport                                              | Blackpink                       | Elnyerte |
| Seoul Music Awards                   | 2017 | Az év új művésze                                                 | Blackpink                       | Elnyerte |
| Soompi Awards                        | 2017 | Az év kezdője                                                    | Blackpink                       | Elnyerte |
| V Live Awards                        | 2017 | Top5 globális kezdő                                              | Blackpink                       | Elnyerte |
| Circle Chart Music Awards            | 2018 | Új művész világdíj                                               | Blackpink                       | Elnyerte |
| Elle Style Awards                    | 2018 | K-Style Icon                                                     | Blackpink                       | Elnyerte |
| Golden Disc Awards                   | 2018 | Legjobb digitális dal                                            | "As If It's Your Last"          | Elnyerte |
| Japan Gold Disc Awards               | 2018 | Legjobb 3 új művész (Ázsia)                                      | Blackpink                       | Elnyerte |
| Mnet Asian Music Awards (MAMA)       | 2018 | Világszerte a rajongók által választott legjobb 10               | Blackpink                       | Elnyerte |
| Melon Music Awards                   | 2018 | Legjobb tánc – Nők                                               | "Ddu-Du Ddu-Du"                 | Elnyerte |
| Melon Music Awards                   | 2018 | Top 10 művész                                                    | Blackpink                       | Elnyerte |
| MTV Video Music Awards Japan         | 2018 | Legjobb tánc - Video                                             | "Ddu-Du Ddu-Du"                 | Elnyerte |
| Seoul Music Awards                   | 2018 | Fődíj                                                            | Blackpink                       | Elnyerte |
| V Live Awards                        | 2018 | Globális előadói Top 10                                          | Blackpink                       | Elnyerte |
| Bravo Otto                           | 2019 | Legjobb k-pop                                                    | Blackpink                       | Elnyerte |
| Circle Chart Music Awards            | 2019 | Az év művésze - digitális zene (június)                          | "Ddu-Du Ddu-Du"                 | Elnyerte |
| Golden Disc Awards                   | 2019 | Cosmopolitan Művész díj                                          | Blackpink                       | Elnyerte |
| Golden Disc Awards                   | 2019 | Legjobb digitális dal                                            | "Ddu-Du Ddu-Du"                 | Elnyerte |
| Mnet Asian Music Awards (MAMA)       | 2019 | Világszerte a rajongók által választott legjobb 10               | Blackpink                       | Elnyerte |
| People’s Choice Awards               | 2019 | A 2019-es koncertkörút                                           | In Your Area World Tour         | Elnyerte |
| People’s Choice Awards               | 2019 | A 2019. év csoportja                                             | Blackpink                       | Elnyerte |
| People’s Choice Awards               | 2019 | 2019 zenei videója                                               | "Kill This Love"                | Elnyerte |
| Shorty Awards                        | 2019 | Zenében a legjobb                                                | Blackpink                       | Elnyerte |
| Soompi Awards                        | 2019 | Legjobb női csoport                                              | Blackpink                       | Elnyerte |
| Teen Choice Awards                   | 2019 | Választhetó dal: csoporttól                                      | "Ddu-Du Ddu-Du"                 | Elnyerte |
| Tencent Music Entertainment Awards   | 2019 | Az év legjobb japán és koreai művésze                            | Blackpink                       | Elnyerte |
| V Live Awards                        | 2019 | Globális előadói Top 10                                          | Blackpink                       | Elnyerte |
| V Live Awards                        | 2019 | Globális előadói Top 12                                          | Blackpink                       | Elnyerte |
| Asian Pop Music Awards               | 2020 | Legjobb album                                                    | The Album                       | Elnyerte |
| Asian Pop Music Awards               | 2020 | Legjobb csoport                                                  | Blackpink                       | Elnyerte |
| Bravo Otto                           | 2020 | Legjobb k-pop                                                    | Blackpink                       | Elnyerte |
| Bugs Music Awards                    | 2020 | 20. évfordulós díj – Legkedveltebb zene                          | "Ddu-Du Ddu-Du"                 | Elnyerte |
| Clio Awards                          | 2020 | Zenei Marketing                                                  | "Ice Cream" (Selena Gomezzel)   | Elnyerte |
| iHeartRadio Music Awards             | 2020 | Kedvenc zenei videó koreográfia                                  | "Kill This Love"                | Elnyerte |
| Joox Hong Kong Top Music Awards      | 2020 | A rajongók kedvenc k-pop zenéje                                  | "How You Like That"             | Elnyerte |
| Joox Thailand Music Awards           | 2020 | Az év K-Pop előadója                                             | Blackpink                       | Elnyerte |
| Mnet Asian Music Awards (MAMA)       | 2020 | 2020 Látnoka                                                     | Blackpink                       | Elnyerte |
| Mnet Asian Music Awards (MAMA)       | 2020 | Legjobb tánc Performance Női csoport                             | "How You Like That"             | Elnyerte |
| Mnet Asian Music Awards (MAMA)       | 2020 | Legjobb női csoport                                              | Blackpink                       | Elnyerte |
| Mnet Asian Music Awards (MAMA)       | 2020 | Világszerte a rajongók által választott legjobb 10               | Blackpink                       | Elnyerte |
| Melon Music Awards                   | 2020 | Legjobb tánc – Női                                               | "How You Like That"             | Elnyerte |
| Melon Music Awards                   | 2020 | Top 10 Művész                                                    | Blackpink                       | Elnyerte |
| MTV MIAW Awards Brazil               | 2020 | Legjobb nemzetközi előadás                                       | "Sour Candy" (with Lady Gaga)   | Elnyerte |
| MTV Video Music Awards               | 2020 | A nyár dala                                                      | "How You Like That"             | Elnyerte |
| QQ Music Boom Boom Awards            | 2020 | Legnépszerűbb tengerentúli csoport                               | Blackpink                       | Elnyerte |
| Spotify Awards                       | 2020 | A legtöbbet hallgatott k-pop előadó (Női)                        | Blackpink                       | Elnyerte |
| Tencent Music Entertainment Awards   | 2020 | Legjobb tengerentúli csoport                                     | Blackpink                       | Elnyerte |
| Variety Hitmakers Awards             | 2020 | Az év csoportja                                                  | Blackpink                       | Elnyerte |
| APAN Music Awards                    | 2021 | Legjobb zenei videó                                              | Blackpink                       | Elnyerte |
| APAN Music Awards                    | 2021 | Idol Champ Global Pick – Csoport                                 | Blackpink                       | Elnyerte |
| Asia Artist Awards                   | 2021 | U+Idol Live Popularity Award – Női csoport                       | Blackpink                       | Elnyerte |
| Bravo Otto                           | 2021 | Legjobb együttes/Duó                                             | Blackpink                       | Elnyerte |
| Circle Chart Music Awards            | 2021 | Az év művésze - digitális zene (június)                          | "How You Like That"             | Elnyerte |
| Circle Chart Music Awards            | 2021 | Az év művésze - digitális zene (október)                         | "Lovesick Girls"                | Elnyerte |
| Circle Chart Music Awards            | 2021 | Mubeat Global Choice Award – Női                                 | Blackpink                       | Elnyerte |
| Circle Chart Music Awards            | 2021 | Az év közösségi sztárja                                          | Blackpink                       | Elnyerte |
| Golden Disc Awards                   | 2021 | Legjobb album                                                    | The Album                       | Elnyerte |
| Golden Disc Awards                   | 2021 | Legjobb digitális dal                                            | "How You Like That"             | Elnyerte |
| Korea First Brand Awards             | 2021 | Legjobb női bálvány                                              | Blackpink                       | Elnyerte |
| MTV MIAW Awards Brazil               | 2021 | Globális sláger                                                  | "Lovesick Girls"                | Elnyerte |
| RTHK International Pop Poll Awards   | 2021 | Top Band/Group                                                   | Blackpink                       | Elnyerte |
| RTHK International Pop Poll Awards   | 2021 | A tíz legjobb nemzetközi dal                                     | "Lovesick Girls"                | Elnyerte |
| Tokopedia WIB Indonesia K-Pop Awards | 2021 | The Most Pretty Savage                                           | Blackpink                       | Elnyerte |
| Weibo Starlight Awards               | 2021 | Kedvenc együttes                                                 | "Ice Cream" (with Selena Gomez) | Elnyerte |
| Asia Artist Awards                   | 2022 | DCM Népszerűségi díj – Női énekes                                | Blackpink                       | Elnyerte |
| Asian Pop Music Awards               | 2022 | Az év legjobb albuma                                             | Born Pink                       | Elnyerte |
| Asian Pop Music Awards               | 2022 | Az év dala                                                       | "Pink Venom"                    | Elnyerte |
| Asian Pop Music Awards               | 2022 | Az év 20 legjobb dala (tengerentúli)                             | "Pink Venom"                    | Elnyerte |
| Asian Pop Music Awards               | 2022 | Az év 20 legjobb albuma (tengerentúli)                           | Born Pink                       | Elnyerte |
| Bravo Otto                           | 2022 | Legjobb nemzetközi énekes                                        | Blackpink                       | Elnyerte |
| Capricho Awards                      | 2022 | Az év csoportja                                                  | Blackpink                       | Elnyerte |
| Mnet Asian Music Awards (MAMA)       | 2022 | Legjobb női csoport                                              | Blackpink                       | Elnyerte |
| Mnet Asian Music Awards (MAMA)       | 2022 | Legjobb zenei videó                                              | "Pink Venom"                    | Elnyerte |
| Mnet Asian Music Awards (MAMA)       | 2022 | Világszerte a rajongók által választott legjobb 10               | Blackpink                       | Elnyerte |
| MTV Europe Music Awards              | 2022 | Best Metaverse Performance                                       | Blackpink: The Virtual          | Elnyerte |
| MTV Video Music Awards               | 2022 | Best Metaverse Performance                                       | Blackpink: The Virtual          | Elnyerte |
| MTV Video Music Awards Japan         | 2022 | Legjobb csoport Video – Nemzetközi                               | "Pink Venom"                    | Elnyerte |
| RTHK International Pop Poll Awards   | 2022 | Legjobb Album díj – Koreai                                       | Born Pink                       | Elnyerte |
| Seoul Success Awards                 | 2022 | Kulturális Népszerűségi Nagydíj – Énekes                         | Blackpink                       | Elnyerte |
| Asian Pop Music Awards[a]            | 2023 | Az év 20 legjobb dala (tengerentúli)                             | "The Girls"                     | Elnyerte |
| Billboard Music Awards               | 2023 | A legjobb k-pop turnéművész                                      | Blackpink                       | Elnyerte |
| Circle Chart Music Awards            | 2023 | Az év művésze – Globális digitális zene (augusztus)              | "Pink Venom"                    | Elnyerte |
| Circle Chart Music Awards            | 2023 | Az év művésze – Globális digitális zene (szeptember)             | "Shut Down"                     | Elnyerte |
| Circle Chart Music Awards            | 2023 | Az év női csoportja                                              | Blackpink                       | Elnyerte |
| Circle Chart Music Awards            | 2023 | Mubeat Global Choice Award – Female                              | Blackpink                       | Elnyerte |
| Golden Disc Awards                   | 2023 | Legjobb album                                                    | Born Pink                       | Elnyerte |
| Hanteo Music Awards                  | 2023 | Az év művésze                                                    | Blackpink                       | Elnyerte |
| Hanteo Music Awards                  | 2023 | Global Artist Award                                              | Blackpink                       | Elnyerte |
| MTV MIAW Awards                      | 2023 | K-Pop Domination                                                 | Blackpink                       | Elnyerte |
| MTV Video Music Awards               | 2023 | Legjobb koreográfia                                              | "Pink Venom"                    | Elnyerte |
| MTV Video Music Awards               | 2023 | Az év csoportja                                                  | Blackpink                       | Elnyerte |
| Seoul Music Awards                   | 2023 | Fődíj                                                            | Born Pink                       | Elnyerte |
| Webby Awards                         | 2023 | Legjobb partnerség vagy együttműködés (közösségi szolgáltatások) | #PinkVenomChallenge             | Elnyerte |

## Rekordjaik
A Guiness-rekordok könyvében rekordjaik
- Az első k-pop csoport, amely első helyezést ért el az amerikai albumlistán (Born Pink, 2022. október 1.)
- Az első k-pop csoport, amely első helyezést ért el a brit albumlistán (Born Pink, 2022. szeptember 29.)
- A legtöbb YouTube feliratkozóval rendelkező csoport (60,3 millió feliratkozó 2021. április 22-éig)
- A legtöbbször lejátszott stream a Spotify-on (8,88 milliárd stream 2023. március 3-áig)
- A legnézettebb zenei csatorna a YouTube-on (30,1 millió megtekintés 2023. április 12-éig)
- A Best Metaverse Performance díj első nyertesei az MTV Video Music Awards díjátadón (2022)

A The Album kislemezen is megjelent címadó dala, a How You Like That öt Guiness-rekordot is tart
- A 24 órán belül legtöbbet nézett videó a YouTube-on
- A 24 órán belül legtöbbet nézett zenei videó a YouTube-on
- A 24 órán belül legtöbbet nézett k-pop zenei videó a YouTube-on
- A legtöbb nézője egy videó premierjének a YouTube-on
- A legtöbb nézője egy zenei videó premierjének a YouTube-on

A Spotify legtöbb stream-lejátszással rendelkező lánycsapata
2023 októberében a lejátszott streamjeik száma elérte a 2,64 milliárd letöltést, amellyel saját korábbi 2,6 milliárdos letöltési rekordjukat múlták felül.
2022-ben a második legkövetettebb lánycsapat a Spotify-on
2022-ben ők a második legkövetettebb k-pop csapat a Spotifyon 28,8 millió követővel és több mint 13 millió havi hallgatóval.
A legmagasabban helyezett lánycsapat az amerikai Billboard Hot 100-as listán
Lady Gaga Chromatica című albumának Sour Candy című közös számuk a Billboard Hot 100 listán a 33. helyre került, így a BLACKPINK a valaha is legmagasabban jegyzett lánycsapat lett a Billboard listán.
Több, mint 1 milliárd megtekintés a YouTube-on
A Ddu Du Ddu Du című daluk jelentős, 1 milliárd fölötti megtekintést ért el a YouTube-on, így a dal és a kvartett az első koreai fellépők, akik elérték ezt a mérföldkövet. 2022 márciusában a dal 1,8 milliárdos megtekintésnél járt.
A legbefolyásosabb hírességek a Forbes magazin szerint
A FORBES magazin 2019-ben a „legbefolyásosabb hírességnek” ítélte a csoportot.
A legnagyobb nézettségú élőben előadott dal a YouTube-on
A How You Like That című dalukat a megjelenéskor élőben adták elő a YouTube-on, és 1,66 millió nézőt ért el. A dal ezzel az élőben legtöbbet nézett dal a YouTube történetében.
Az iTunes Top5-ben a dal megjelenésének napján
A Kill This Love a 3. helyen végzett az iTunes listán a dal megjelenésének napján. Ezzel ők az első olyan k-pop lánycsoport, akik bekerültek a Top 5-be az iTunes-on egy dal megjelenésének napján.
Az első k-pop-együttes, amely az amerikai Coachella zenei fesztivál kiemelt előadója volt
A csapat 2023-ben másodszor vett részt az amerikai Coachella zenei fesztiválon, ez alkalommal már ők voltak az esemény kiemelt előadói.

## Diszkográfia
A kinyitható ablak tartalmazza a Blackpink által kiadott albumokkal kapcsolatos adatokat

### Minialbumok és EP-k
| Cím               | Adatok                                                      | Legmagasabb helyezés | Legmagasabb helyezés | Eladási adatok                                             |
| Cím               | Adatok                                                      | Kaon                 | US World             | Eladási adatok                                             |
| ----------------- | ----------------------------------------------------------- | -------------------- | -------------------- | ---------------------------------------------------------- |
| Square One        | - Megjelenés: 2016. augusztus 8. - Kiadó: YG Entertainment  | 1                    | 2                    | - KOR: 234 011+ - US: 32 000+                              |
| Square Two        | - Megjelenés: 2016. november 1. - Kiadó: YG Entertainment   | 3                    | 1                    | - KOR: 212 566+ - US: 29 000+                              |
| Square Up         | - Megjelenés: 2018. június 15. - Kiadó: YG Entertainment    | 1                    | 1                    | - KOR: 250 000+ - US: -                                    |
| Kill This Love    | - Megjelenés: 2019. április 5. - Kiadó: YG Entertainment    | -                    | 1                    | - KOR: 390,406 - US: -                                     |
| How You Like That | - Megjelenés: 2020. június 26. - Kiadó: YG Entertainment    | 12                   | 33                   | - KOR: 299,640 - CHN: 2,887,736 - JPN: 11,106 - US: 16,400 |
| Ice Cream         | - Megjelenés: 2020. augusztus 28. - Kiadó: YG Entertainment | 4                    | 13                   | - CHN: 1,216,588 - US: 23,000                              |
| Lovesick Girls    | - Megjelenés: 2020. október 2. - Kiadó: YG Entertainment    | 2                    | 1                    | - WW: 17,000                                               |

### Stúdióalbumok
| Cím                                                                     | Adatok | Toplistás helyezések | Toplistás helyezések | Toplistás helyezések | Toplistás helyezések | Toplistás helyezések | Toplistás helyezések | Toplistás helyezések | Toplistás helyezések | Toplistás helyezések | Toplistás helyezések | Eladási adatok                                                                |
| Cím                                                                     | Adatok | KOR                  | AUS                  | CAN                  | GER                  | IRE                  | JPN                  | NZ                   | SCO                  | UK                   | US                   | Eladási adatok                                                                |
| Koreai                                                                  | Koreai | Koreai               | Koreai               | Koreai               | Koreai               | Koreai               | Koreai               | Koreai               | Koreai               | Koreai               | Koreai               | Koreai                                                                        |
| ----------------------------------------------------------------------- | --- | -------------------- | -------------------- | -------------------- | -------------------- | -------------------- | -------------------- | -------------------- | -------------------- | -------------------- | -------------------- | ----------------------------------------------------------------------------- |
| The Album                                                               | - Kiadás dátuma: 2020. október 2. - Kiadó: YG Entertainment, Interscope - Formátumok: CD, digitális letöltés, LP, kazetta       | 1                    | 2                    | 5                    | 7                    | 6                    | 3                    | 1                    | 3                    | 2                    | 2                    | - KOR: 1 641 178 - CHN: 1 045 546 - JPN: 66 862 - UK: 5700[mj1] - US: 117 000 |
| Born Pink                                                               | - Kiadás dátuma: 2022. szeptember 16. - Kiadó: YG, Interscope - Formátumok: CD, Kit, LP, kazetta, digitális letöltés, streaming | 1                    | 2                    | 1                    | 3                    | 3                    | 3                    | 2                    | 3                    | 1                    | 1                    | - KOR: 2 861 677 - JPN: 34 475 - US: 101 500                                  |
| Japán                                                                   | |                      |                      |                      |                      |                      |                      |                      |                      |                      |                      |                                                                               |
| Blackpink in Your Area                                                  | - Kiadás dátuma: 2018. december 5. - Kiadó: YGEX - Formátumok: CD, DVD, digitális letöltés                                      | —                    | —                    | —                    | —                    | —                    | 9                    | —                    | —                    | —                    | —                    | - JPN: 24,338                                                                 |
| —: Nem ért el toplistás helyezést vagy nem jelent meg abban a régióban. | |                      |                      |                      |                      |                      |                      |                      |                      |                      |                      |                                                                               |

## Filmográfia
- Blackpink House (2018, Vlive / YouTube / JTBC2)[206]
- YG Future Strategy Office (2018, Netflix)[207][mj2]
- Blackpink X Star Road (2018, Vlive)
- Blackpink Diaries (2019, Vlive / YouTube)
- 24/365 with Blackpink (2020, YouTube)[208]
- Blackpink: Light Up The Sky[209] (2020, Netflix)
- Blackpink: The Movie (2021, Disney+)
- Blackpink World Tour Born Pink in Cinemas (2024)